# Shkëlzen
Shkëlzen – wieś położona w północnej części Albanii w gminie Tropojë. Wieś znajduje się 123 kilometrów od stolicy państwa, Tirany.

## Demografia
Według spisu ludności z 1989 roku we wsi Shkëlzen mieszkało 224 mieszkańców.